# Vierhuizen (Groningue)
Pour les articles homonymes, voir Vierhuizen.
Vierhuizen (en groningois : Vaaierhoezen) est un village néerlandais de la commune de Het Hogeland, situé dans la province de Groningue.

## Géographie
Le village est situé dans le nord-ouest de la province de Groningue, près du Lauwersmeer, à 25 km au nord-ouest de Groningue.

## Histoire
Vierhuizen fait partie de la commune de De Marne avant le 1er janvier 2019, quand celle-ci fusionne avec Bedum, Eemsmond et Winsum pour former la nouvelle commune de Het Hogeland.

## Démographie
Au 1er janvier 2019, le village compte 330 habitants.